# Pegbar
Pegbar är en konstruktion som används i traditionell animering och som håller papperet/plasten på plats under tiden som animatören tecknar på det. En pegbar består av en skena med ett antal piggar som passar i de håll som finns stansade i animatörens papper.